# Парк советского периода
«Парк советского периода» — российский кинофильм 2006 года. Шестой в режиссёрской карьере Юлия Гусмана.

## Сюжет
Главный герой — Олег Зимин — знаменитый ведущий, автор культового шоу, которое смотрит вся страна. Но при всей своей популярности он задолжал крупный кус местной мафии. И в счёт уплаты согласился снять рекламный телерепортаж о парке аттракционов, представляющем собой смесь Диснейленда и ВДНХ. Парк советского периода — это парк высокой культуры обслуживания и высоких технологий. Там располагаются аттракцион «Целина», «реальный» полет в космос. Здесь реконструирован «островок советской жизни», где есть и море, и кремль, и реки, и горы, и пустыня. И окружают гостей самые известные люди тех лет — актёры, певцы, шахматисты…

## В ролях
| Актёр                     | Роль                            |
| ------------------------- | ------------------------------- |
| Александр Лазарев-младший | Олег Зимин                      |
| Елизавета Боярская        | Алёна Ивановна Волкова          |
| Михаил Ефремов            | товарищ Роберт                  |
| Александр Дзюба           | Мыкола Кирпатый                 |
| Лидия Федосеева-Шукшина   | Елизавета Петровна Иванова      |
| Нина Усатова              | Клавдия Федоровна Лежук         |
| Александр Лазарев-старший | отец Зимина                     |
| Александр Пашутин         | Петрович                        |
| Владимир Долинский        | главврач Анатолий Александрович |
| Сергей Никоненко          | Чапаев                          |
| Алексей Булдаков          | адмирал                         |
| Валерий Баринов           | генерал Бурда                   |
| Рафаэль Мукаев            | Тимур                           |
| Зиновий Высоковский       | распорядитель на похоронах      |
| Александр Абдулов         | приятель Зимина                 |
| Станислав Садальский      | камео                           |
| Авангард Леонтьев         | Антуан                          |
| Владимир Зельдин          | Мусаиб (камео)                  |
| Иосиф Кобзон              | камео                           |
| Полад Бюль-Бюль Оглы      | Теймур (камео)                  |
| Владимир Этуш             | Саахов (камео)                  |
| Игорь Кириллов            | диктор (камео)                  |
| Анатолий Карпов           | камео                           |
| Мухтарбек Кантемиров      | камео                           |
| Клара Лучко               | Дарья Шелест (камео)            |
| Владимир Соловьёв         | камео                           |
| Елена Ханга               | камео                           |
| Юлий Гусман               | шофёр                           |
| Анна Уколова              | библиотекарша                   |
| Борис Поволоцкий          | Борис Иосифович                 |

## Съёмочная группа
- Режиссёр-постановщик — Юлий Гусман
- Продюсеры — Сергей Мелькумов, Аркадий Гайдамак, Юлий Гусман, Тимур Вайнштейн, Александр Нахимсон
- Сценаристы — Эдуард Акопов, Юлий Гусман
- Главный оператор — Игорь Клебанов
- Художник-постановщик — Ольга Крачевня
- Художник по костюмам — Наталия Стыцюк
- Композитор — Максим Дунаевский
- Текст песен — Тимур Шаов

## Критика
В «Новой газете» отмечалось: «В „Парке советского периода“ с прямолинейностью политскетча начала 20-х доказывается, что время свихнулось и снова пятится задом. Никак не приживаясь в настоящем, мы по-прежнему болеем ностальгией по ежедневному советскому карнавалу с газировкой по копейке (без сиропа), целинным геройством, соцсоревнованием в колхозе „Заветы Ильича“. Мы — „дети советской Галактики“ — снова хотим в наш Диснейленд с прицельным бомбометанием и страшными аттракционами в виде энкавэдэшных камер… В финале фильма, который не приняла критика, но одобрили зрители, красная конница, как в советской киноклассике, спасает героев от черных „Мерседесов“».